# Komandoria Missio Reconciliationis
Die Komandoria Missio Reconciliationis (polnisch Odznaczeni Missio Reconciliationis) ist eine Auszeichnung, die vom Vorstand des Vereins „Misja Pojednania“ (Mission der Versöhnung) an polnische und nicht-polnische Bürger verliehen wird, die herausragende Beiträge zur Versöhnung der Nationen geleistet haben. Der Orden wurde unter anderem an Papst Johannes Paul II., Papst Benedikt XVI. und den ehemaligen Präsidenten Lech Wałęsa verliehen.

## Geschichte
Die Ursprünge der Auszeichnung hängen mit dem historischen Treffen und der Versöhnung der Verteidiger der Westerplatte und der Matrosen des Schlachtschiffs „Schleswig-Holstein“ zusammen, das 1993 von der Veteranenvereinigung „Rodzina Westerplatczyk-Hubalczyk“ organisiert wurde. Ursprünglich wurde das Abzeichen „Missio Reconciliationis“ als sichtbares Zeichen der Versöhnung zwischen den im September 1939 kämpfenden polnischen Verteidigern der Westerplatte und den angreifenden deutschen Soldaten verliehen.
Im Jahr 2001 wurde der Verein „Misja Popodenia“ gegründet, der in Absprache mit dem Ministerium für Inneres und Verwaltung und mit Zustimmung des Leiters des Amtes für Veteranen und Opfer von Unterdrückung die Aufgabe übernahm, den Ehrenorden zu verleihen. Auf Wunsch der internationalen Veteranen-, Invaliden- und Kriegsopferverbände wurde die Auszeichnung in eine Kommende mit der Bezeichnung Komandoria Missio Reconciliationis umgewandelt.

## Beschreibung der Dekoration
Der Orden ist ein blau emailliertes fünfzackiges Kreuz mit fünf Sternen zwischen den Armen. In der Mitte befindet sich ein runder Schild, in dessen Mitte auf weißem Grund zwei in Umarmung gefaltete Hände und ein grüner Olivenzweig des Friedens zu sehen sind. Um den weißen Kreis herum befindet sich ein roter Rand mit der lateinischen Inschrift „Missio Reconcilationis“. Über dem weiß-roten Schild ist eine goldene Krone angebracht. 
| Bandfarben des „Komandoria Missio Reconciliationis“ | Bandfarben des „Komandoria Missio Reconciliationis“ |
| --------------------------------------------------- | --------------------------------------------------- |
| Bandfarbe bis 2013                                  | Bandfarbe seit 2013                                 |

Der Orden wird um den Hals getragen. Bis 2013 an einem „doppelten Regenbogen“-Band nach dem Vorbild des Siegesmedaillenbandes der Alliierten. Seit 2013 ist das Band gelb, weiß und rot mit einem schwarzen Streifen in der Mitte.